# Mahavidya
Mahavidya („velike mudrosti”) naziv je za skupinu hinduističkih božica, koje su aspekti vrhovne božice Adi Parashakti. Ova se božica smatra vrhovnim bićem i stvoriteljicom svemira u šaktizmu. Šaktisti vjeruju da je shakti, ženska energija ili moć, uzvišenija od muške te štuju Adi Parashakti kao božanstvo moćnije od Trimurtija.

## Popis
- Kali
- Tara
- Tripura Sundari
- Bhuvaneshvari
- Bhairavi
- Chhinnamasta[2]
- Dhumavati
- Bagalamukhi
- Matangi
- Kamalatmika